# Jacob Epstein

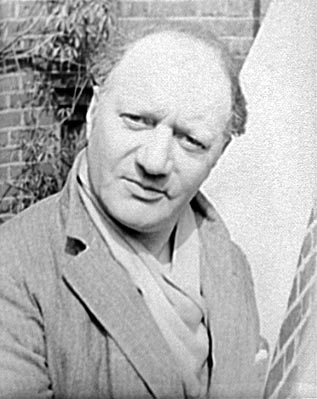
Jacob Epstein, Fotograf Carl van Vechten, 28. Mai 1934

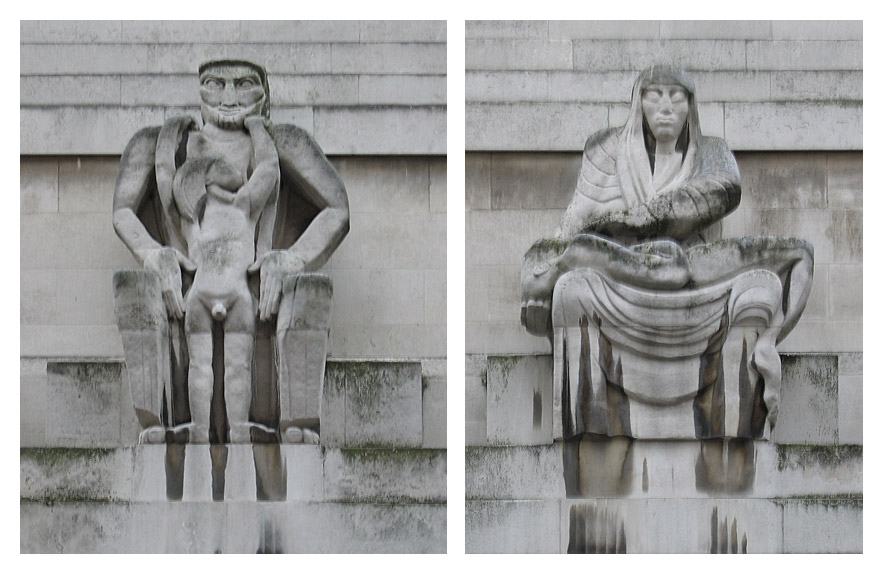
„Day and Night“

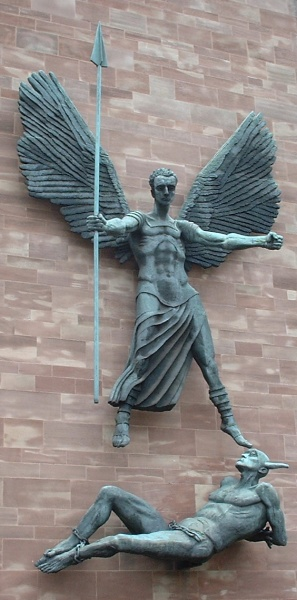
Bronzestatue des Heiligen Michael in Coventry

Sir Jacob Epstein KBE (geb. 10. November 1880 in New York; gest. 19. August 1959 in London) war ein amerikanisch-britischer Bildhauer und Zeichner.
Er wurde als Sohn jüdisch-polnischer Eltern in New York geboren. Nach seinem Studium an der All Students League in New York von 1894 bis 1902 und an der Académie Julian und der École nationale supérieure des beaux-arts de Paris, lebte er ab 1905 in England und nahm 1910 die britische Staatsbürgerschaft an. 1954 bekam er den Rittertitel. 1955 wurde er als auswärtiges Ehrenmitglied in die American Academy of Arts and Letters gewählt.

## Werksauswahl
- 1907/08: Ages of Man, The Strand, London. 18 Fassadenskulpturen für das Gebäude der British Medical Association, beschädigt/zerstört
- 1911: Grabmal für Oscar Wilde, Friedhof Père-Lachaise, Paris
- 1913: Flenite Relief, Henry Moore Institute, Leeds
- 1913/14: The Rock Drill, zerstört[2]
- 1917: Venus, Marmor. Yale Center for British Art, Yale University, New Haven
- 1919: Risen Christ, Bronze. Scottish National Gallery, Edinburgh[3]
- 1923: W. H. Hudson Memorial, Rima, Hyde Park, London
- 1928/29: Day and Night, Verwaltungsgebäude 55 Broadway der London Underground über der Station St. James’s Park
- 1929: Genesis, Marmor. Whitworth Art Gallery, Manchester
- ab 1934 Ecce Homo, Subiaco Marmor. Coventry Cathedral, England
- 1936: Consummatum Est (‚Es ist vollbracht‘), Alabaster. Scottish National Gallery, Edinburgh[3]
- 1939: Adam, Alabaster. Harewood House, Leeds
- 1940: Jacob and the Angel, Tate Gallery Collection[4]
- 1947: Lazarus, New College, Oxford
- 1950: Madonna and Child, Convent of the Holy Child Jesus, London
- 1954: Social Consciousness, Philadelphia Museum of Art, Philadelphia
- 1958: St Michael's Victory over the Devil, Bronze. Coventry Cathedral
- 1959: Rush of Green, Hyde Park, London

Jacob Epstein schuf zahlreiche Porträtbüsten, darunter jene der nachstehenden Persönlichkeiten (Auswahl):
- 1924: Joseph Conrad, Bronze. Museum of Canterbury, England
- 1928: Paul Robeson, Museum of Modern Art, New York City
- 1933: Albert Einstein[3]
- 1934: George Bernard Shaw
- 1938: Rabbi Dr. S. Wise
- 1938: Young Paul Robeson
- 1945: Yehudi Menuhin
- 1946: Winston Churchill
- 1957: William Blake, Westminster Abbey, England
- 1909: Oscar Wilde
- ???: Jawaharlal Nehru
- ???: Rabindranath Tagore

## Autobiografie
- Let There Be Sculpture. Joseph, London 1940.

## Postume Ausstellungen (unvollständig)
- 1961: Auckland, Auckland City Art Gallery